# Yondece el Cedro
Yondece el Cedro är en ort i kommunen San José del Rincón i delstaten Mexiko i Mexiko. Samhället hade 1 714 invånare vid folkräkningen 2020.